# Префектура Тојама
Тојама (Јапански:富山県; Toyama-ken) је префектура у Јапану која се налази у региону Чибу на острву Хоншу. Главни град је Тојама.